# صنعت نفت

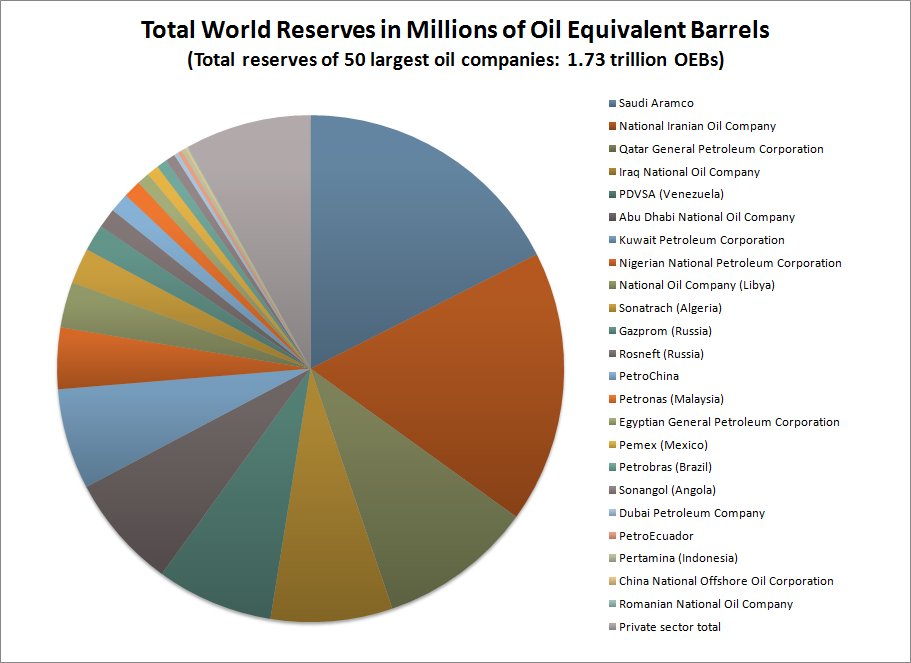
پراکندگی ذخایر نفت و گاز طبیعی در میان ۵۰ بزرگ‌ترین شرکت نفتی جهان. ذخایر شرکت‌های متعلق به بخش خصوصی در یک گروه ارائه شده‌است. نفت تولیدی توسط غولهای نفتی کمتر از ۱۵٪ از کل عرضه جهانی را تشکیل می‌دهد. بیش از ۸۰٪ از ذخایر جهانی نفت و گاز طبیعی توسط شرکت‌های ملی نفت کنترل می‌شود. در جهان، از ۲۰ شرکت نفتی بزرگ، ۱۵ شرکت دولتی هستند.

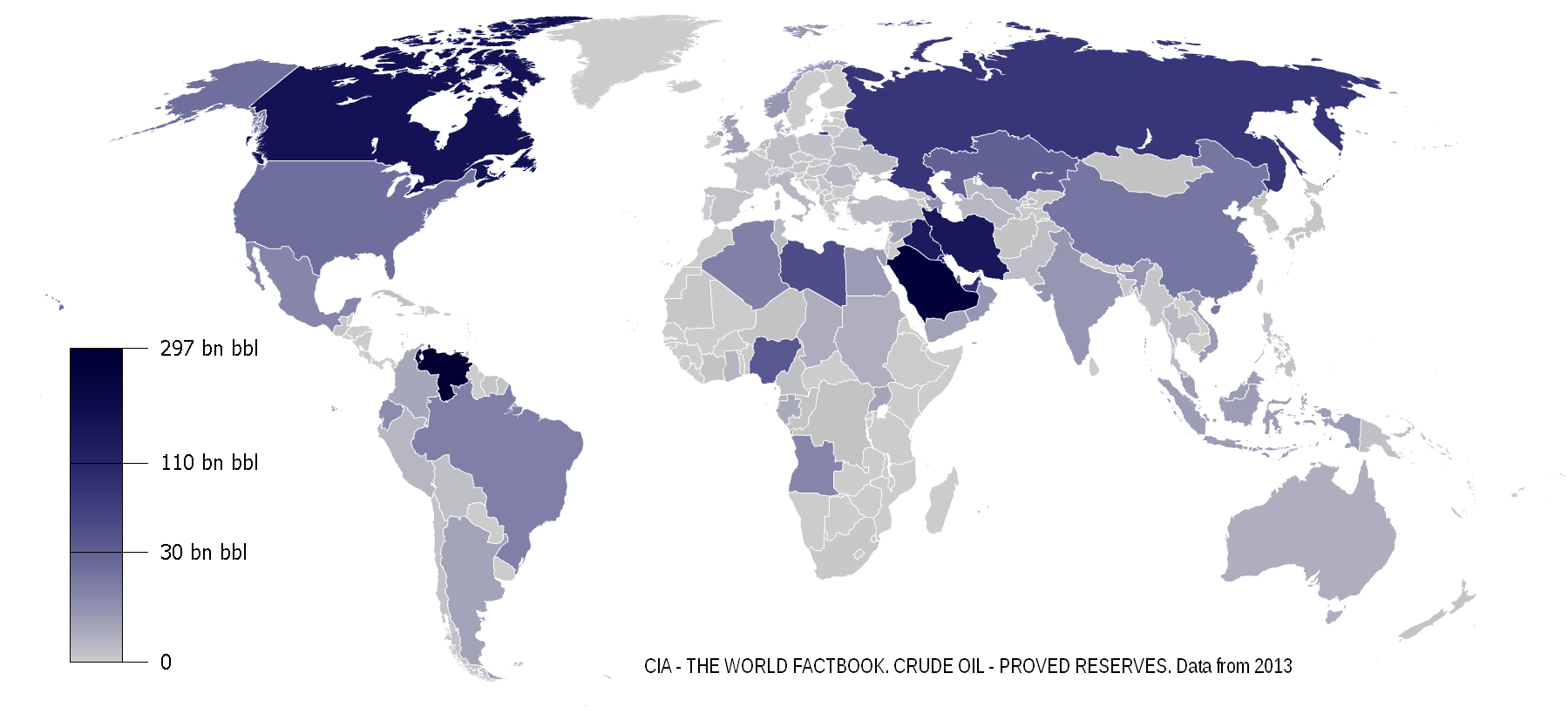
نقشه ذخایر نفتی جهان، ۲۰۰۹.

صنعت نفت شامل بخش‌های اکتشاف، استخراج، پالایش، انتقال (که اغلب توسط تانکرهای نفت و خطوط لوله انجام می‌شود) و بازاریابی محصولات نفتی است. بیشترین حجم محصولات نفتی را مازوت و بنزین تشکیل می‌دهند. همچنین، نفت ماده خام برای محصولات شیمیایی بسیاری از جمله دارو، حلال‌ها، کود، آفت‌کش‌ها، و پلاستیک است.
وجود نفت برای بسیاری از صنایع حیاتی است، و دنیای صنعتی برای بقای خود به آن وابسته است، بدین ترتیب نفت دارای اهمیت ویژه‌ای برای بسیاری از کشورها است. درصد بالایی از مصرف انرژی جهان را نفت تشکیل می‌دهد، که میزان استفاده از آن از ۳۲٪ در اروپا و آسیا، تا بالای ۵۳٪ در خاورمیانه متغیر است.
میزان مصرف نفت در دیگر مناطق بدین شرح است: آمریکای جنوبی و مرکزی (۴۴٪)، آفریقا (۴۱٪)، و آمریکای شمالی (۴۰٪). مصرف جهانی نفت در هر سال ۳۰ میلیارد بشکه (۴٫۸ کیلومتر مکعب) است که کشورهای توسعه یافته بزرگ‌ترین مصرف‌کنندگان هستند. در سال ۲۰۰۷، ایالات متحده به تنهایی ۲۵ درصد از نفت تولیدی جهان را مصرف نمود. تولید، توزیع، پالایش، و خرده‌فروشی نفت در مجموع بزرگ‌ترین صنعت جهان از لحاظ ارزش دلاری بوده‌است.
دولت‌هایی همچون ایالات متحده یارانه‌های بسیاری به شرکت‌های نفتی اختصاص می‌دهند. این یارانه‌ها شامل معافیت‌های مالیاتی عمده در مراحل اکتشاف و استخراج نفت، از جمله برای هزینه‌های اجاره میدان نفتی و تجهیزات حفاری، می‌شود.

## تاریخچه
استفاده از نفت به صورت خام به ۵۰۰۰ سال قبل برمی‌گردد. استفاده از نفت در دوران آغازین عمدتاً برای روشن نگه داشتن مشعل و در جنگ‌ها بوده‌است. لوحی باستانی به زبان پارسی نشان از استفاده از نفت برای مصارف دارویی و روشنایی در طبقات بالای جامعه دارد.
همچنین هرودوت از استخراج نفت و قیر توسط ایرانیان می‌گوید.

## سه بخش اصلی صنعت نفت و گاز
بالادستی: صنایع بالادستی صنایعی هستند که در اکتشاف و تولید نفت و گاز فعالیت می کنند. این صنایع در دنیا به دنبال ذخایر مواد خام میگردند و سپس حفاری می کنند. بخش بالادستی احتیاج به سرمایه گذاری گران قیمت دارد، ریسک بالایی را متحمل می شود و زمان طولانی را صرف میکند، چرا که برای حفاری مستلزم جستجوی اجزای اصلی تشکیل دهنده نفت و گاز یعنی هیدروکربن هاست. 
میان دستی: شرکت های مرتبط با حمل و نقل به عنوان صنایع میان دستی طبقه بندی می شوند. آنها مسئول انتقال منابع خام به دست آمده به پالایشگاه هایی هستند که در انها نفت و گاز فرآوری می شود. شرکت های میان دستی، در حمل و نقل، لوله کشی و ذخیره سازی مواد خام تخصص دارند.
پایین دستی: پالایشگاه ها نمونه هایی از شرکت های پایین دستی هستند. شرکت هایی که مسئول حذف آلاینده ها و تبدیل نفت و گاز به کالایی هستند که عموم مردم از آنها استفاده می کنند؛ مانند سوخت وسایل نقلیه، سوخت هواپیما، گاز خانگی و... صنایع پایین دستی میتواند نقش مهمی در زمینه های پزشکی و کشاورزی داشته باشد.